# Las Playas, Ahumada
Las Playas är en ort i Mexiko.   Den ligger i kommunen Ahumada och delstaten Chihuahua, i den nordvästra delen av landet, 1 400 km nordväst om huvudstaden Mexico City. Las Playas ligger 1 290 meter över havet och antalet invånare är 214.
Terrängen runt Las Playas är huvudsakligen platt, men åt sydost är den kuperad. Runt Las Playas är det mycket glesbefolkat, med 2 invånare per kvadratkilometer. Närmaste större samhälle är Ejido Benito Juárez, 14,3 km sydväst om Las Playas. Omgivningarna runt Las Playas är i huvudsak ett öppet busklandskap.